# Assemblée nationale islandaise de 1851
L'assemblée nationale islandaise de 1851 (en islandais : Þjóðfundurinn 1851) est une assemblée constituante s'étant tenue durant l'année 1851 à Reykjavik dans le but de discuter et de revoir le statut de l'Islande au sein de la monarchie danoise.

## Contexte
En 1849, dans le cadre du printemps des peuples, le nouveau roi du Danemark Frédéric VII accorde une constitution au Danemark, mettant ainsi fin à l'absolutisme. Jón Sigurðsson avance alors, dans un article de Ný félagsrit, que le statut de l'Islande au sein de la nouvelle monarchie constitutionnelle danoise doit être choisi par les Islandais. Il considère que l'abolition de l'absolutisme accepté par l'Islande en 1662 rend à l'île le statut que lui avait donné le Vieux Pacte de 1262, c'est-à-dire une entité politique sous l'autorité directe du roi et non de l'État. Se basant sur ce raisonnement, Jón Sigurðsson propose la mise en place d'un parlement qui détiendrait le pouvoir législatif en Islande, ainsi que d'un gouvernement de quatre personnes dont les membres siégeraient chacun leur tour à Copenhague. Le roi accepte que les Islandais participent aux décisions quant au statut de l'île au sein de la monarchie danoise. Ainsi, pendant l'été 1851, une Assemblée nationale (Þjóðfundur) se réunit à Reykjavik pour déterminer la manière dont l'Islande peut se gouverner elle-même.

## Déroulement
L'Assemblée n'est pas opposée à l'union entre le Danemark et l'Islande, mais elle réclame une autonomie et un parlement doté des pouvoirs législatif et fiscal. Le 6 août, l'Assemblée propose un projet de Constitution faisant de l'Islande un pays quasiment indépendant de l'autorité danoise.
Cependant, sur décision du roi, le 9 août, le gouverneur Jørgen Ditlev Trampe dissout l'Assemblée. Selon le rapport officiel de la réunion, en soutien à Jón Sigurðsson qui dénonçait ce qu'il considérait comme un acte illégal, les députés se levèrent tous et déclarèrent : Vér mótmælum allir! (« Nous protestons tous ! »).

## Postérité

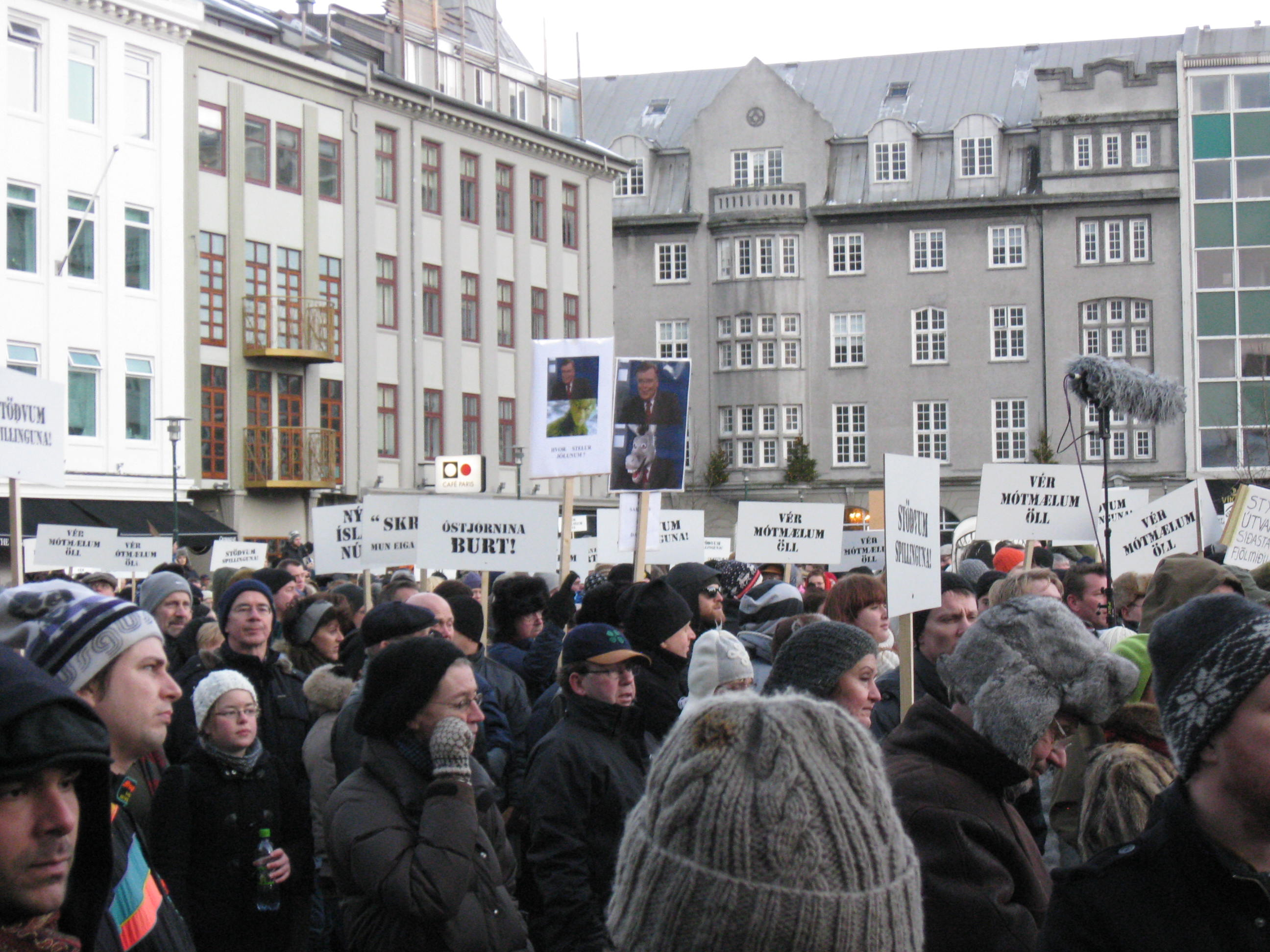
Le slogan de 1851 lors d'une manifestation de 2008.

En 2008, lors de la crise économique et financière qui touche le pays, des manifestants reprennent le slogan de 1851 : Vér mótmælum öll!.